# Trần Khải Ca
Trần Khải Ca (tiếng Trung: 陳凱歌, tiếng Anh: Chen Kaige, sinh ngày 12 tháng 8 năm 1952) là một nam diễn viên, nhà biên kịch, đạo diễn kiêm nhà sản xuất điện ảnh người Trung Quốc. Ông được coi là một trong những gương mặt tiêu biểu nhất của thế hệ nhà làm phim thứ năm của điện ảnh Trung Quốc. 
Những bộ phim của ông thường được đánh giá rất cao về mặt hình ảnh và cách kể chuyện, trong đó đáng chú ý nhất phải kể tới Bá Vương biệt cơ, bộ phim đầu tiên của Trung Quốc được trao giải Cành cọ vàng tại Liên hoan phim Cannes.

## Tiểu sử
Tên khai sinh của ông là Trần Ngai Cáp (陈皑鸽) sinh ra tại Bắc Kinh trong một gia đình có truyền thống điện ảnh, bố là Trần Hoài Ngai, một đạo diễn có tiếng. Từ nhỏ Trần Khải Ca đã chơi thân với Điền Tráng Tráng, người sau này trở thành bạn học của Trần ở Học viện Điện ảnh Bắc Kinh và cũng là một trong những đại diện tiêu biểu của "thế hệ thứ 5".
Trong thời kì Cách mạng Văn hóa, Trần Khải Ca từng tham gia Hồng vệ binh, những sự kiện trong giai đoạn này đã ảnh hưởng nhiều tới các tác phẩm sau này của Trần.
Sau khi Cách mạng văn hóa kết thúc, năm 1978 ông theo học tại Học viện Điện ảnh Bắc Kinh, ông tốt nghiệp vào năm 1982 và trở thành một người thuộc thế hệ thứ năm của điện ảnh Trung Hoa.
Sau khi phục vụ trong Giải phóng quân Trung Quốc từ năm 1970 tới 1974, Trần Khải Ca vào làm cho Xưởng phim Bắc Kinh. Tới năm 1978 ông thi đỗ vào khoa đạo diễn Học viện Điện ảnh Bắc Kinh, cùng khóa với Trần Khải Ca có rất nhiều nhân vật nổi bật của điện ảnh Trung Quốc sau này như Điền Tráng Tráng (cùng khoa đạo diễn với Trần), Trương Nghệ Mưu, Cố Trường Vệ (khoa quay phim), Trương Phong Nghị, Trương Thiết Lâm (khoa diễn xuất). Sau khi tốt nghiệp, Trần Khải Ca cùng một số học viên khác trong đó có Trương Nghệ Mưu được cử tới Xưởng phim Quảng Tây. Tại đây vào năm 1984 Trần Khải Ca đã thực hiện bộ phim đầu tay Hoàng thổ địa (黄土地), một trong những tác phẩm quan trọng nhất của thế hệ đạo diễn thứ 5. Với phần quay phim do Trương Nghệ Mưu đảm nhận, Hoàng thổ địa đã được đánh giá rất cao về những đột phá trong nội dung và hình ảnh đồng thời tạo ra bước ngoặt về mặt nghệ thuật cho cả nền điện ảnh Trung Quốc giai đoạn đầu mở cửa. Năm 2005 tại lễ trao Giải thưởng Điện ảnh Hồng Kông, tác phẩm này đã được bình chọn là bộ phim xuất sắc thứ 4 trong lịch sử điện ảnh tiếng Hoa.
Sau thành công đầu tay, Trần Khải Ca tiếp tục cho ra đời các bộ phim có chất lượng cao như Đại duyệt binh (大阅兵, 1986), do Trương Nghệ Mưu quay, và Hài tử vương (孩子王, 1987), Biên tẩu biên xướng (边走边唱, 1991) do Cố Trường Vệ quay. Hai bộ phim sau đều được ban tổ chức Liên hoan phim Cannes chọn vào danh sách dự thi chính thức. Năm 1987 Trần Khải Ca được mời sang thỉnh giảng tại Trường Điện ảnh, Đại học New York, tại đây ông đã đạo diễn video clip bài hát Do You Believe In Shame của nhóm Duran Duran.
Năm 1993, Trần Khải Ca cho ra đời bộ phim nói về số phận những nghệ sĩ Kinh kịch Trung Quốc trong thời kì Cách mạng Văn hóa với tựa đề Bá Vương biệt cơ (霸王别姬). Tác phẩm sau khi công chiếu đã gây tiếng vang lớn với nội dung đầy tính nhân bản với diễn xuất xuất sắc của các diễn viên Trương Quốc Vinh, Củng Lợi, Trương Phong Nghị và phần hình ảnh đẹp của nhà quay phim Cố Trường Vệ. Tại Liên hoan phim Cannes 1993, Bá Vương biệt cơ đã trở thành bộ phim Trung Quốc đầu tiên được trao giải Cành cọ vàng, tác phẩm này cũng là đại diện của Trung Quốc tại Giải Oscar cho phim ngoại ngữ hay nhất. Tiếp nối thành công của Bá Vương biệt cơ, Trần Khải Ca cho ra đời Phong nguyệt (风月, 1996), một tác phẩm tình cảm khác với hai diễn viên chính Trương Quốc Vinh, Củng Lợi.
Kinh Kha hành thích Tần vương (荊柯刺秦王, 1999) là bộ phim đầu tiên của Trần Khải Ca lấy bối cảnh lịch sử Trung Quốc cổ đại trong đó vai chính, Kinh Kha, được giao cho diễn viên quen thuộc của Trần Khải Ca là Trương Phong Nghị. Năm 2002 Trần được mời thực hiện bộ phim tiếng Anh đầu tiên của ông, Killing Me Softly, tác phẩm với dàn diễn viên gồm Heather Graham và Joseph Fiennes này đã không được đánh giá cao khi công chiếu. Cũng trong năm này Trần Khải Ca quay trở lại với đề tài cuộc sống của những người Trung Quốc bình thường với Hòa nhĩ tại nhất khởi (和你在一起), bộ phim nói về tình cảm cha con của một người cha nghèo với đứa con thần đồng violin. Hòa nhĩ tại nhất khởi đã đem lại cho Trần Khải Ca giải Đạo diễn xuất sắc nhất tại Liên hoan phim quốc tế San Sebastián. Năm 2005 Trần Khải Ca thử sức với dòng phim thương mại kinh phí lớn bằng tác phẩm Vô cực (无极). Đây là một phim lấy bối cảnh cổ đại xen lẫn nhiều yếu tố hư ảo với dàn diễn viên đa quốc tịch gồm Jang Dong-gun, Sanada Hiroyuki và Trương Bá Chi. Sau những chỉ trích cho rằng Trần Khải Ca đã rời bỏ dòng phim nghệ thuật, nhân bản, đạo diễn đã quay trở lại với đề tài quen thuộc của ông bằng bộ phim tiểu sử Mai Lan Phương (梅蘭芳, 2008), một tac phẩm nói về cuộc đời của nghệ sĩ Kinh kịch tài danh Mai Lan Phương (do Lê Minh thủ vai).
Về đời tư, năm 1983 Trần Khải Ca lập gia đình với một nhà khoa học nữ có tên Tôn Gia Lâm (孙加林). Sau khi ly dị, đạo diễn từng đính hôn với Hồng Hoảng, một nữ doanh nhân và là con gái của nhà ngoại giao nổi tiếng Chương Hàm Chí. Tới năm 1996 thì Trần lập gia đình lần thứ 3 với nữ diễn viên Trần Hồng, người từng tham gia nhiều phim của Trần Khải Ca và nổi tiếng với vai Điêu Thuyền trong loạt phim truyền hình Tam quốc diễn nghĩa.

## Các phim tham gia

### Đạo diễn
| Năm  | Tựa đề                             | Ghi chú                                                                         |
| ---- | ---------------------------------- | ------------------------------------------------------------------------------- |
| 1984 | Hoàng thổ địa 黃土地               |                                                                                 |
| 1986 | Đại duyệt binh 大阅兵              |                                                                                 |
| 1987 | Hài tử vương 孩子王                |                                                                                 |
| 1991 | Biên tẩu biên xướng 边走边唱       |                                                                                 |
| 1993 | Bá Vương biệt cơ 霸王别姬          | Giải Cành cọ vàng tại Liên hoan phim Cannes 1993                                |
| 1996 | Phong Nguyệt 风月                  |                                                                                 |
| 1999 | Hoàng đế và Thích khách 荊柯刺秦王 |                                                                                 |
| 2002 | Đam mê chết người                  |                                                                                 |
| 2002 | 100 Flowers Hidden Deep            |                                                                                 |
| 2002 | Hòa nhĩ tại nhất khởi 和你在一起   | Giải Vỏ sò vàng Đạo diễn xuất sắc nhất tại Liên hoan phim quốc tế San Sebastián |
| 2005 | Vô Cực 无极                        |                                                                                 |
| 2007 | Zhanxiou Village"                  |                                                                                 |
| 2008 | Mai Lan Phương 梅兰芳              |                                                                                 |
| 2010 | Triệu thị cô nhi 赵氏孤儿          |                                                                                 |
| 2015 | Đạo sỹ hạ sơn 道士下山             |                                                                                 |
| 2017 | Yêu miêu truyện 妖猫传             |                                                                                 |

### Diễn viên
| Năm  | Tựa đề                  | Tên tiếng Trung | Vai diễn                      |
| ---- | ----------------------- | --------------- | ----------------------------- |
| 1987 | Hoàng đế cuối cùng      |                 | Tướng quân đội lính hoàng gia |
| 1999 | Hoàng đế và Thích khách | 荊柯刺秦王      | Lã Bất Vi                     |
| 2002 | Hòa nhĩ tại nhất khởi   | 和你在一起      | Yu Shifeng                    |
| 2009 | Đại nghiệp kiến quốc    |                 |                               |

|  |  |  |  |
|  |  |  |  |
|  |  |  |  |

### Kịch bản phim
| Năm  | Tựa đề                  | Tên tiếng Trung |
| ---- | ----------------------- | --------------- |
| 1984 | Hoàng thổ địa           | 黃土地          |
| 1991 | Biên tẩu biên xướng     | 边走边唱        |
| 1996 | Phong nguyệt            | 风月            |
| 1999 | Hoàng đế và Thích khách | 荊柯刺秦王      |
| 2002 | Hòa nhĩ tại nhất khởi   | 和你在一起      |
| 2005 | Vô cực                  | 无极            |

### Sản xuất phim
| Năm  | Tựa đề                | Tên tiếng Trung |
| ---- | --------------------- | --------------- |
| 2002 | Hòa nhĩ tại nhất khởi | 和你在一起      |